# Strast za pustolovinom (1922.)
Strast za pustolovinom je bio hrvatski nijemi igrani film iz 1922. godine. Snimljen je u crno-bijeloj tehnici, u produkciji Jugoslavija filma.
Redatelj je Aleksandar Vereščagin.

## Vanjske poveznice
- Hrvatski filmski savez  Arhivirana inačica izvorne stranice od 21. srpnja 2011. (Wayback Machine) Povijest hrvatskog filma